# Kamran Mir Hazar
Kamran Mir Hazar (in dari کامران میرهزار) (1976) è un poeta, giornalista e attivista norvegese; appartiene all'etnia Hazara.
Mir Hazar è il fondatore e il caporedattore di Kabul Press e Refugee Face. Per il suo lavoro e per i suoi reportage critici ha vinto diversi premi, tra i quali un Hellman/ Hammett  gran da parte dell'American Human Rights Watch nel 2008 e un Freedom award da parte dell'Afghanistan Civil Society Forum nel 2007.

## Lavoro giornalistico
Kamran Mir Hazar ha lavorato più di dieci anni come giornalista e caporedattore. Nel 2004 ha lanciato Kabul Press, il sito web di notizie più letto in Afghanistan. Nel 2005 inizia invece la pubblicazione del giornale “Chai e Dagh” (The caldo). Nel 2006 ha lavorato come redattore capo per la radio nazionale Killid e un anno dopo per radio Salam Watandar, supportata da Internews. Nel 2011 lancia il sito Refugee Face. Come giornalista ha anche contribuito con alcuni articoli sul quotidiano britannico The Guardian. Uno dei suoi libri, Censorship in Afghanistan, (Censura in Afghanistan) è stato pubblicato dal Norway's IP Planse-Books. Il libro è scritto in lingua dari, ed è il primo libro che esplora il fenomeno della soppressione sistematica della libertà di parola in Afghanistan. 
Lo stesso Kamran Mir Hazar è stato arrestato due volte  e maltrattato dagli agenti della sicurezza in Afghanistan. Anche il sito Kabul Press è stato censurato e vietato in Iran e in Afghanistan dove Kabul Press è accessibile solo attraverso ISP (Internet service provider) non governativi.

## Lavoro letterario
Kamran Mir Hazar ha pubblicato due raccolte di poesie. La prima dal titolo “Ketab e Mehr” e la seconda intitolata “làhne tonde àsbi dàr ezlâye pàrvâneh shodàn”. Egli ha pubblicato anche un libro dal titolo Reading and Writing (leggere e scrivere), incentrato sulla critica letteraria e sulla nuova generazione di scrittori in Afghanistan. Ha inoltre partecipato a numerosi eventi letterari internazionali come il Festival di poesia internazionale di Rotterdam, nei Paesi Bassi e al Festival di poesia internazionale di Medellin, in Colombia. Nel 2002 Kamran Mir Hazar ha poi fondato Raha Pen.